# Kaapse pootjesslang
De Kaapse pootjesslang (Chamaesaura anguina) is een hagedis uit de familie gordelstaarthagedissen (Cordylidae).

## Naam

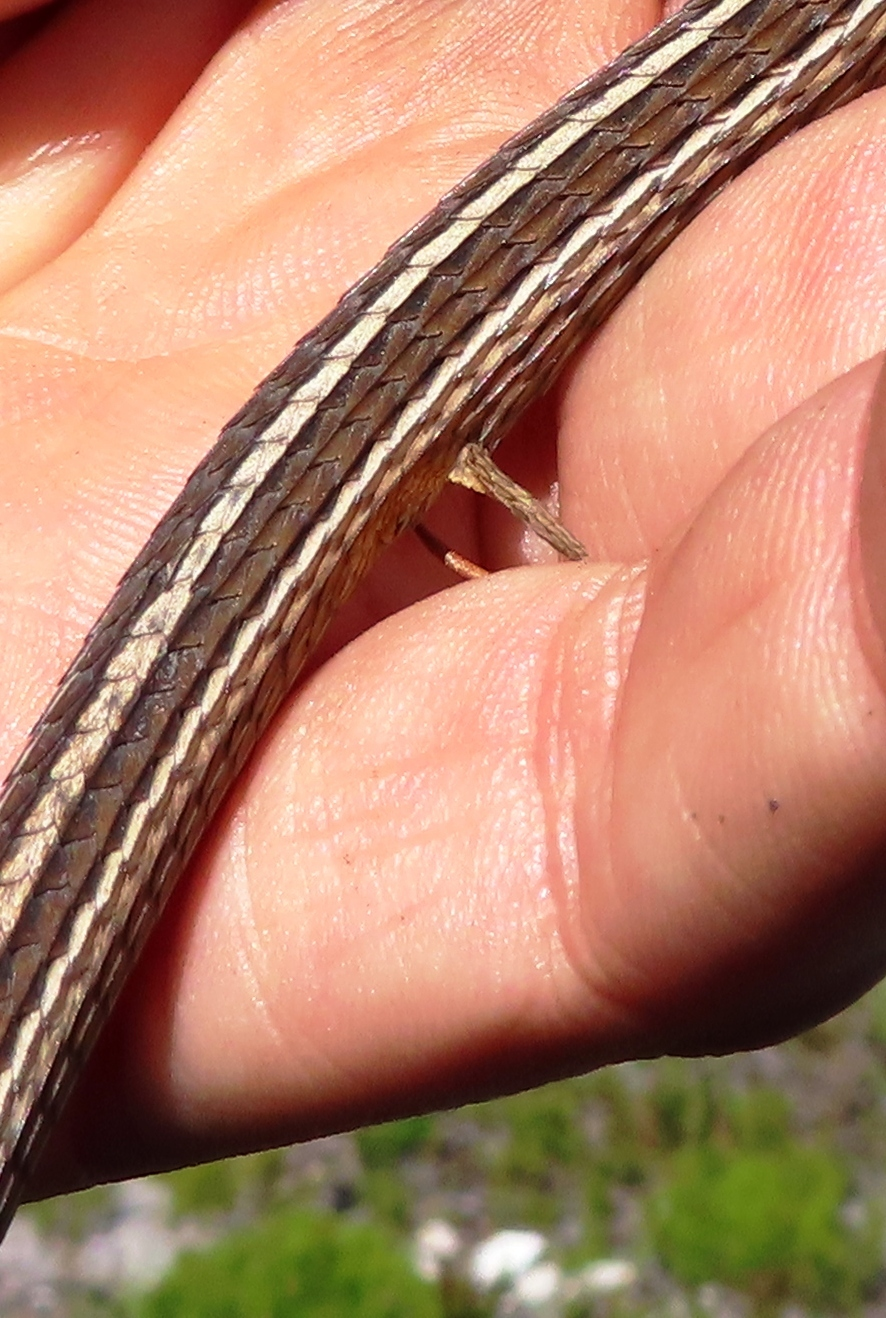
Pootjes

De wetenschappelijke naam van de soort werd als Lacerta anguina in 1758 gepubliceerd door Carl Linnaeus. Later werd de soort toegewezen aan de geslachten Chalcides (skinken), Seps, Lacerta (echte hagedissen) en echte gordelstaarthagedissen (Cordylus). De Nederlandstalige naam pootjesslang slaat op het langwerpige, slangachtige lichaam dat slechts zeer kleine pootjes draagt.

## Uiterlijke kenmerken
De Kaapse pootjesslang valt niet op door zijn bruin-gele lichaamskleur die overeenkomt met de ondergrond. De hagedis is de grootste van het geslacht Chamaesaura, en bereikt een totale lengte tot ongeveer 50 centimeter. De staart is met een lengte tot 35 centimeter veel langer dan het lichaam.
De lichaamskleur is bruin met lichtere strepen en vlekken. De juvenielen hebben een meer afstekende kleur in vergelijking met oudere dieren.

## Verspreiding en habitat
De Kaapse pootjesslang leeft in graslanden en beboste heuvels, en komt voor in delen van zuidelijk Afrika.
Er zijn twee ondersoorten: Chamaesaura anguina anguina en Chamaesaura anguina oligopholis. Een derde ondersoort, Chamaesaura anguina tenuior, wordt tegenwoordig als een aparte soort gezien (Chamaesaura tenuior). De eerstgenoemde ondersoort komt voor in zuidelijk Zuid-Afrika. Het leefgebied van C. a. anguina bestaat uit kleine populaties die voorkomen in respectievelijk Angola en oostelijk Afrika; Congo, Oeganda, Kenia, Tanzania. Over de status van deze ondersoorten is nog weinig bekend.

## Levenswijze
De Kaapse pootjesslang beweegt zich voort door met het lichaam te kronkelen; de kleine pootjes worden hierbij niet gebruikt. Net als verwante soorten is de pootjesslang eierlevendbarend: er komen levende jongen ter wereld. In de zomer baren de vrouwtjes zes tot negen jongen.

## Ondersoorten
| Ondersoorten van de Kaapse pootjesslang | Ondersoorten van de Kaapse pootjesslang |
| --------------------------------------- | --------------------------------------- |
| Naam                                    | Auteur                                  |
| Chamaesaura anguina anguina             | Linnaeus, 1758                          |
| Chamaesaura anguina oligopholis         | Laurent, 1964                           |